# OverBlood 2
OverBlood 2 (オーバーブラッド2?, ŌbāBuraddo Tsū) è un videogioco survival horror, d'azione e d'avventura sviluppato dalla Riverhillsoft per la PlayStation. È il sequel del gioco OverBlood, pubblicato per la stessa piattaforma. Il gioco fu pubblicato in Giappone sempre dalla Riverhillsoft il 23 luglio 1998, mentre la versione europea venne distribuita il 13 aprile 2001 da Evolution Games.

## Trama
Siamo nel 2115, dicembre, nella città "East Edge": Natale è molto vicino. Il mondo sarebbe un inferno bollente inabitabile se non fosse per il dispositivo di raffreddamento dell'atmosfera che mantiene la temperatura nella norma. Il gioco inizia con il protagonista Acarno, ambizioso pilota della Junk Blade, che dopo essere arrivato all'aeroporto di East Edge nota che un passeggero viene aggredito da un potente e malvagio mutante. Dopo aver lanciato una capsula misteriosa verso la sua direzione sul pavimento, il passeggero viene ucciso. Qua il giocatore inizia a usare Acarno, e rapidamente evade dall'aeroporto dopo aver evitato persone che cercavano di sparargli. Salta dalla finestra fuori dall'aeroporto e si butta nel mare.
Dopo essersi arrampicato fuori dall'acqua, ad Acarno viene data la possibilità di esaminare la capsula. Fatto questo sente il nome  "D-NA" tramite un messaggio, che poi si interrompe. Da questo momento il gioco si trasforma in un free-roaming, dove il giocatore può viaggiare in tutta la città. Alla fine Acarno si trova di fronte un bar, D-NA, e parla con il barista Raz Karcy (il protagonista del precedente capitolo OverBlood, che inizia a parlargli riguardo al passeggero che gli ha dato la capsula che lo ha portato al bar. Raz informa Arcano su una cospirazione che coinvolge la società globale, Hiyano Industries, che sta progettando qualcosa di subdolo e tremendo per la durata del pianeta.

## Modalità di gioco
Il gioco dispone di sette livelli, più un livello nascosto che si può sbloccare guadagnando 2000 punti vantaggio. Tra la maggior parte dei livelli, che si svolgono tutti in luoghi differenti, il giocatore ha generalmente la possibilità di vagare per la città principale (dove inizia il gioco) per acquistare oggetti, armi e persino parlare con gli sconosciuti così da ricavare vantaggi nascosti nel gioco.

## Accoglienza
Il gioco ha venduto 62 492 copie in dieci settimane dopo la sua uscita, che sono molto meno di quelle del gioco originale OverBlood che ne ha vendute 195.201 nello stesso lasso di tempo. Tuttavia, OverBlood 2 è stato probabilmente più popolare tra i giocatori, ottenendo un punteggio medio di 5,7 battendo OverBlood che ha ottenuto 5,3. Confrontandoli, i due giochi si rivelano molto diversi, passando da un horror sci-fi / sopravvivenza ad un gioco di azione 3D in OverBlood 2. Le somiglianze principali sono i riferimenti alla storia ed anche i personaggi principali del gioco precedente, e il fatto che entrambi i giochi sono ambientati nel futuro.